# Charles Daniels (Schwimmer)

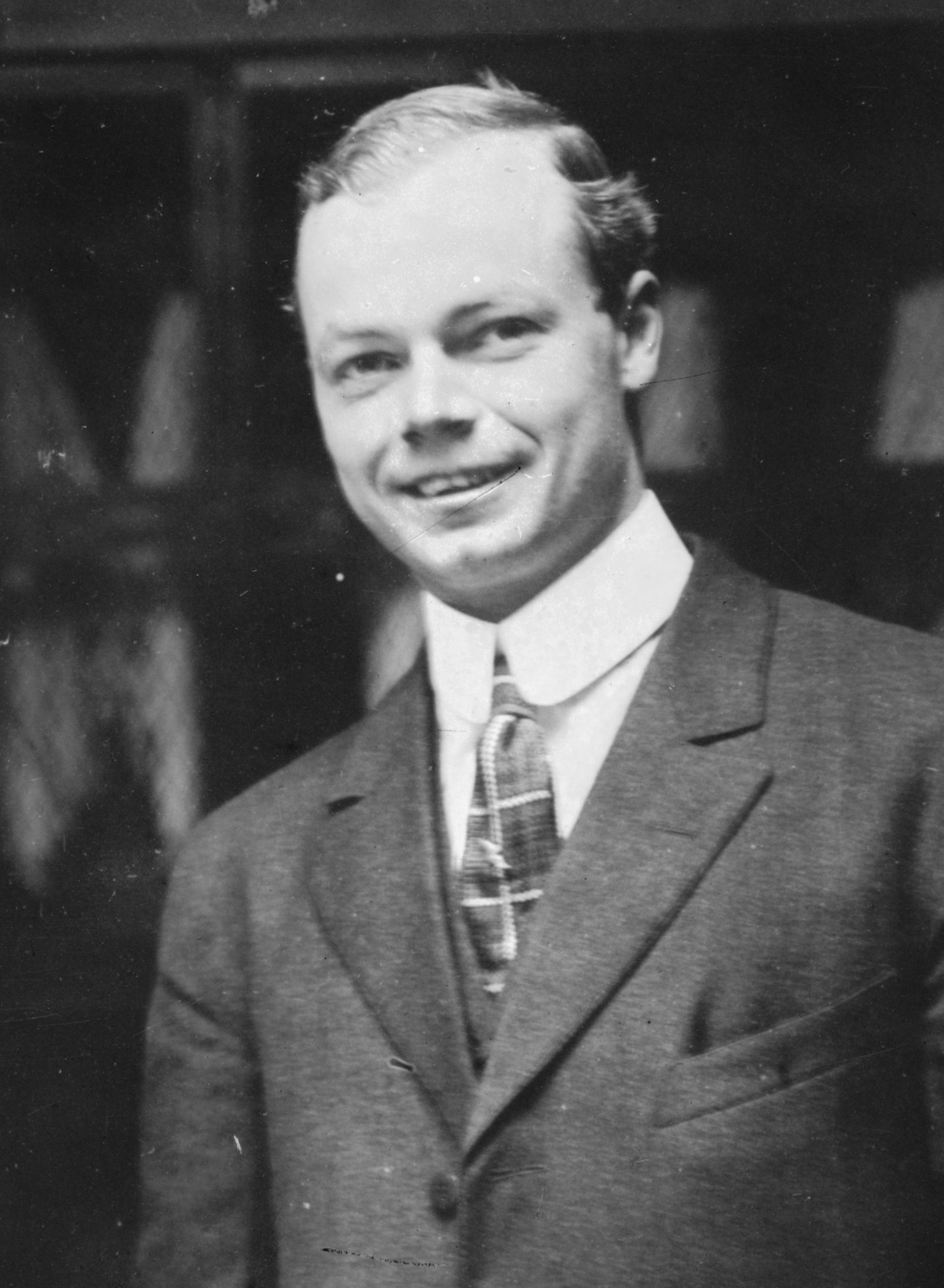
Charles Daniels 1907

Charles Meldreum Daniels (* 24. März 1885 in Dayton, Ohio; † 8. August 1973 in Carmel Valley Village, Kalifornien) war ein US-amerikanischer Schwimmer.
Bei den Olympischen Sommerspielen 1904 in St. Louis konnte er drei Goldmedaillen gewinnen. Er siegte über 220 Yards und 440 Yards sowie mit der 4-mal-50-Yards-Staffel der US-Amerikaner. Außerdem gewann er Silber über 100 Yards Freistil und Bronze über 50 Yards. Bei den Olympischen Zwischenspielen 1906 siegte er über die 100 Meter. Bei seiner zweiten „offiziellen“ Teilnahme konnte er bei den Olympischen Spielen 1908 über 100 Meter Freistil Olympiasieger werden und mit der 4-mal-200-Meter-Staffel Bronze erringen.
Im Jahr 1965 wurde er in die Ruhmeshalle des internationalen Schwimmsports aufgenommen.